# Селус, Эдмунд
Эдмунд Селус (1857—1934) — британский орнитолог и писатель. Младший брат Фредерика Селуса.

## Биография
Краткий период времени был авдокатом, но затем вышел в отставку, чтобы посвятить себя естественной истории и литературе. Сначала был «традиционным» орнитологом, но затем стал сторонником изучения птиц путем наблюдения, вместо добычи коллекционных тушек и сбора яиц, которые он недолюбливал. Он отвергал охоту на птиц ради помещения их в музейные экспозиции. Написал несколько книг, от детских до серьезных орнитологических. Продолжал наблюдать за птицами и писать почти до конца своих дней.

### Семья
С 1886 года состоял в браке с Фанни Маргарет Максвелл (1863—1955). Был одиночкой и сторонился общества.